# Turris annulata
Turris annulata é uma espécie de gastrópode do gênero Turris, pertencente a família Turridae.